# Гомологический ряд

Рис. 1 — температуры и в гомологическом ряду n-алканов C1…C14

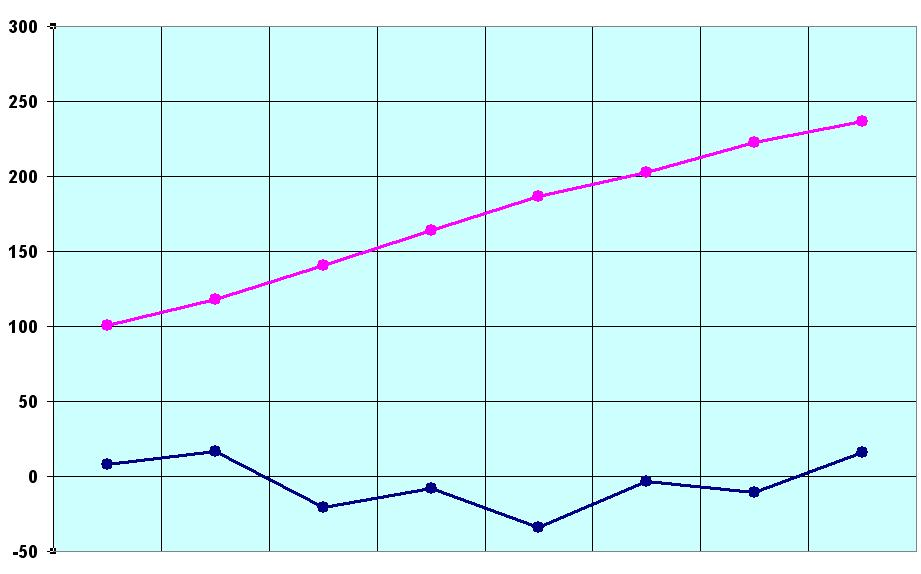
Рис. 2 — температуры и в гомологическом ряду алифатических карбоновых кислот C1…C8

Гомологи́ческий ряд (от др.-греч. ὅμοιος «подобный, похожий» + λογος «слово, закон») — ряд химических соединений одного структурного типа (например, алканы или алифатические спирты — спирты жирного ряда), отличающихся друг от друга по составу на определённое число повторяющихся структурных единиц — так называемую гомологическую разность. Гомо́логи — вещества, входящие в один и тот же гомологический ряд.
Простейший пример гомологического ряда — алканы (общая формула СnH2n+2): метан CH4, этан C2H6, пропан С3H8 и т. д.; гомологической разностью этого ряда является метиленовое звено —СН2—.

## Гомология и структура соединений
В основе понятия гомологии в органической химии лежит фундаментальное положение о том, что химические и физические свойства вещества определяются структурой его молекул: эти свойства определяются как функциональными группами соединения (гидроксил спиртов, карбоксильная группа карбоновых кислот, арильная группа ароматических соединений и т. п.), так и его углеродным скелетом.
Сам комплекс химических свойств и, соответственно, принадлежность соединения к определённому классу, определяется именно функциональными группами (так, наличие карбоксильной группы определяет проявление соединением кислотных свойств и его принадлежность к классу карбоновых кислот), но на степень проявления химических свойств (например, реакционная способность и константа диссоциации) или физические свойства (температуры кипения и плавления, показатель преломления и т. п.) влияет и углеродный скелет молекулы (см. Рис. 1).
В случае подобия углеродных скелетов соединений, то есть отсутствия изомерии, формулу гомологичных соединений можно записать как X—(СН2)n—Y, соединения с различным числом n метиленовых звеньев являются гомологами и принадлежат к одному классу соединений (например, H—(СН2)n—COOH — алифатические карбоновые кислоты). Таким образом, соединения-гомологи принадлежат к одному классу соединений, и свойства ближайших гомологов наиболее близки.
В гомологических рядах наблюдается закономерное изменение свойств от младших членов ряда к старшим, однако такая закономерность может нарушаться, в первую очередь, в начале ряда, из-за образования водородных связей при наличии функциональных групп, способных к их образованию (см. Рис. 2, температуры плавления).

## Интересные факты
При исследовании параллелизмов в явлениях наследственной изменчивости Н. И. Вавиловым, по аналогии с гомологическими рядами органических соединений, было введено понятие Гомологические ряды в наследственной изменчивости.